# Reflexe (časopis)
Reflexe. Časopis pro filosofii a theologii je český vědecký časopis založený ještě v době Československa, v roce 1985. Vznikl z iniciativy Ladislava Hejdánka. Ve svých počátcích byl rozšiřován formou samizdatu.
Oficiálně je vydáván od roku 1990 nakladatelstvím ΟΙΚΟΥΜΕΝΗ ve spolupráci s Filozofickou fakultou Univerzity Karlovy v Praze a Nakladatelstvím Karolinum. Publikuje původní studie, překlady, polemiky a recenze filozofické literatury domácí i zahraniční.  Veškeré texty publikované v časopise jsou přístupné on-line (reflexe.cz).
V současné době je to recenzovaný časopis vycházející dvakrát ročně. Jeho šéfredaktorem je Markéta Dudziková.